# هيراكودون
هيراكودون (' وبر الأسنان') هو جنس منقرض من الثدييات.

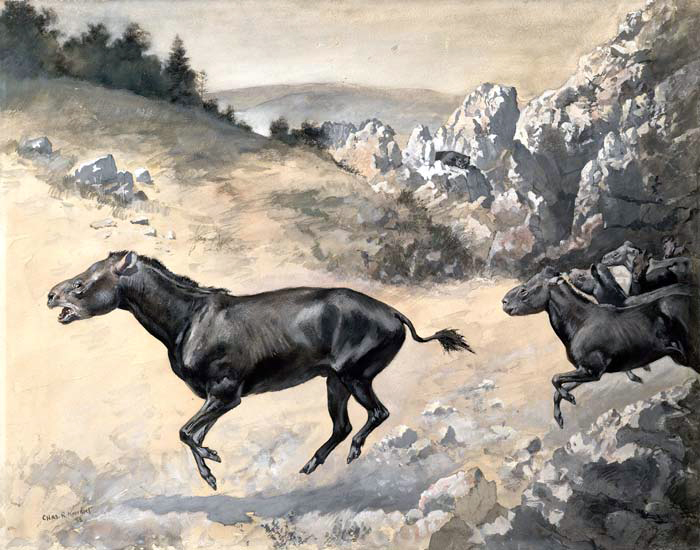
تشارلز آر نايت ترميم

لقد كانت ثديية شبيهة بالخيول القزمية يصل طول هيراكودون نحو 1.5م (5قدم) طويل. كانت جمجمة هيراكودون كبيرة مقارنة بباقي الجسم. تشبه الأسنان الموجودة في هيراكودون في تلك الموجودة في الكركدنيات وقت لاحق، لكنها كانت حيوانًا أصغر بكثير وتختلف قليلاً في مظهرها عن الخيول البدائية التي كانت معاصرة لها (32–26 منذ مليون سنة). كان لها أنف قصيرة واسعة وأطرافها الطويلة النحيلة بها ثلاثة أرقام. 

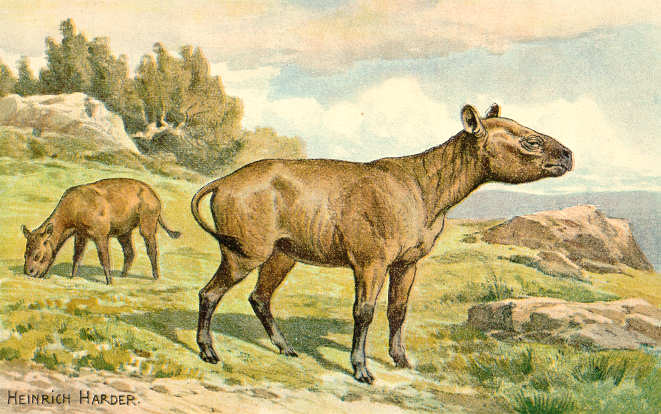
ترميم هاينريش هاردر

مثل الخيول البدائية، يسكن هيراكودونات الغابات المفتوحة والسهول المشجرة وتحولت من تصفح أوراق الشجر إلى عشب الرعي. لقد ماتوا دون أن يتركوا أي أحفاد ويمثلون نهاية الفرع النشوئي للقرن وحيد القرن الذي يركض.
كان هذا المخلوق الصغير سريع الجري قريبًا لأكبر الثدييات التي عاشت على الإطلاق، وهي باراسيراثيرم التي يبلغ وزنها 20 طنًا.